# Teufel im Fleisch
Teufel im Fleisch ist ein deutscher Aufklärungsfilm von Hermann Wallbrück aus dem Jahr 1964.

## Handlung
Während junge Leute unbeschwert Twist tanzen, warnt eine Stimme aus dem Off vor drohenden Geschlechtskrankheiten. Die Ärzte Dr. Alexander, Dr. Esters und Dr. Jensen machen sich von Triest aus per Schiff auf eine Reise nach Afrika, um dort nach den Ursachen zu suchen. In einer Rückblende erfährt man, dass Dr. Alexander und Dr. Esters sich durch die Beschäftigung mit Syphilis-Erkrankungen kennengelernt haben. Dr. Alexander und Dr. Jensen wiederum haben bei Kriegsende die schöne Jenny vor den Übergriffen sowjetischer Soldaten gerettet. Sie arbeiteten seitdem mit Jenny als Assistentin zusammen. Als eine Soldateska die Klinik überfällt, wird Jenny getroffen.
Wieder in der Gegenwart erzählt Schiffsarzt Dr. Beuron über seine Lehrzeit in Marseille. Dort wurde er von Zuhältern zusammengeschlagen, bevor die Polizei die Prostituierten verhaftete. Am nächsten Tag wird eine blinde Passagierin entdeckt. Auch diese erzählt in einer Rückblende ihre Geschichte. Inzwischen erreichen die Forscher Ostafrika und besichtigen dort eine Klinik. Ein einheimischer Kollege erklärt ihnen, dass eine böse Krankheit vom weißen Mann eingeschleppt wurde. Überall stoßen sie auf die Spuren der Prostitution, bevor sie in die Heimat zurückfliegen. Dort hält Dr. Alexander einen Vortrag mit Bildern von Syphilis-Kranken. Dr. Esters ergänzt den Vortrag durch ihren als Rückblende sichtbaren Bericht über einen wahnsinnig gewordenen Erkrankten. Dr. Jensen schließlich informiert über den augenblicklichen Stand der Verwilderung bei Jugendlichen.

## Produktionsnotizen
Die Außenaufnahmen entstanden in Addis Abeba, Massawa, Asmara, Venedig, Genf, Marseille, München, Wien und Hamburg. Die Uraufführung des 1963 entstandenen Films erfolgte am 7. Januar 1964 im Münchener Kino Royal.

## Kritiken
Autor Rolf Thissen zählte Teufel im Fleisch zum traditionellen „alten“ Aufklärungsfilm, der „einerseits auf die Angst der Zuschauer vor unerwünschten Folgen der Lust spekuliert und andererseits damit lockt, etwas zu zeigen, was sonst im Kino nicht geduldet wird“ im Unterschied zum wenige Jahre später einsetzenden „neuen“ Aufklärungsfilm.
Die etwas ratlose Kritik beschränkte sich vorwiegend auf Inhaltsangaben des Films, der größtenteils aus Rückblenden besteht. Die Süddeutsche Zeitung vom 10. Januar 1964 schrieb: „Der Film nennt sich ‚Dokumentarspiel‘, ist aber in Wirklichkeit nur ein ungewöhnlich schlecht inszenierter (Regie und Buch: Hermann Wallbrück) ‚Aufklärungsfilm‘.“
Der Münchner Merkur vom 9. Januar 1964 resümierte: „Aber daß so ein Fleischteufel jemals durch Erzeugung von Müdigkeit ausgetrieben werden könnte, ist vermutlich der einzige neuartige Gesichtspunkt dieses Films.“
Der Filmdienst kommentierte: „Ein spekulativer Schnellschuß ohne jede Relevanz und jede wirksame aufklärerische Wirkung.“